# Brno-Tuřanys flygplats
Brno-Tuřanys flygplats (IATA: BRQ, ICAO: LKTB) (tjeckiska: Letiště Brno-Tuřany) är en flygplats strax utanför staden Brno i Tjeckien. 
Den ligger cirka 7,5 km från stadens centrum på branten där det historiska slaget vid Austerlitz ägde rum. De närmaste internationella flygplatserna är Wien och Bratislava, ungefär 120 km ifrån flygplatsen. På samma avstånd ligger även de regionala flygplatserna Ostravas flygplats och Pardubices flygplats. Flygplatsen är den andra största i Tjeckien.